# 戰略陰謀：神鬼狙擊手
《戰略陰謀：神鬼狙擊手》（英語：Sniper: Ghost Shooter）是一部2016年美國動作片，由唐·麥可·保羅執導，克里斯·霍蒂編劇，查德·麥可·柯林斯、比利·贊恩和丹尼斯·赫柏特主演。劇情描述當布蘭登·貝克槍砲士官長被派往保護喬治亞的天然氣管道時，他和他的團隊發現其座標位置遭到敵方掌控，這種漏洞使戰況變得越來越激烈。
該片為2014年電影《戰略陰謀5》的續集和《戰略陰謀》系列電影的第六部作品，於2016年8月2日在美國以DVD首映的方式發行。

## 劇情
在土耳其伊斯坦堡，精英狙擊手布蘭登·貝克在一場任務中因對恐怖份子中的一名兒童下不了手而耿耿於懷。之後，他隨長官李察·米勒少校及其團隊接下了上校指派的下一個任務，即保護喬治亞的天然氣管道免受阿拉伯恐怖份子的襲擊，其中狙擊手加扎科夫是他們最危險的敵人。但在與敵方交火時，貝克發現他們的定位早已被加扎科夫察覺，使他懷疑有人洩漏的情報。
由於頂撞了上司，貝克被派往被冰雪覆蓋的高山哨站協助俄羅斯上校安德烈·馬許科夫對抗車臣武裝份子。最後，貝克成功殺光了敵人，但只剩他和安德烈存活。貝克打算用加扎科夫妹夫的屍體來向加扎科夫換取情報，以得知對方是如何掌控我方位置；雖然對方隻字未提，但貝克發現對方有一名人是持有手提電腦和衛星電話。回到部隊後，貝克、米勒及其團隊接下了另一項任務，以保護一支喬治亞軍隊，但他們發現這是個陷阱，加扎科夫早已在埋伏並殺了不少軍人。貝克認為是自己身上的GPS出賣了他們，其密碼已被加扎科夫的駭客掌控。
加扎科夫等人帶著大批恐怖份子襲擊天然氣管道站，上校和軍民合作中心的羅賓·斯萊特也深陷其中，他們也得知派出的無人機訊息確實被敵方掌控。這時，原本離開此處的貝克、米勒及其團隊意外地回頭救場。當貝克成功地殺死了加扎科夫與其同夥時，剩餘的恐怖份子隨之撤退。

## 演員
- 查德·麥可·柯林斯飾演布蘭登·貝克槍砲士官長（英语：Gunnery sergeant）
- 比利·贊恩飾演李察·米勒少校（Major Richard Miller）
- 丹尼斯·赫柏特飾演上校（The Colonel）
- 尼克·戈梅茲飾演馬吉爾·塞凡提斯（Miguel Cervantes）
- 雷佛·依斯亞諾夫（英语：Ravil Isyanov）飾演安德烈·馬許科夫上校（Colonel Andrei Mashkov）
- 多明尼克·馬法姆（英语：Dominic Mafham）飾演蓋·比德威爾少校（Major Guy Bidwell）
- 史蒂芬妮·沃格特（Stephanie Vogt）飾演羅賓·斯萊特（Robin Slater）
- 納維德·奈嘉班飾演勞勃·馬瑟索爾（Robert Mothershed）
- 維利斯拉夫·帕夫洛夫（Velislav Pavlov）飾演拉弗塞·加扎科夫（Ravshan Gazakov）

## 外部連結
- 互联网电影数据库（IMDb）上《戰略陰謀：神鬼狙擊手》的资料（英文）